# Sportfreunde Klausberg
Sportfreunde Klausberg was een Duitse voetbalclub uit het Opper-Silezische Klausberg, dat tegenwoordig een stadsdeel van het Poolse Zabrze is.

## Geschiedenis
In 1920 richtte de Turnclub van Mikultschütz een voetbalafdeling op. Nadat de turnclub en voetbalclub van elkaar gescheiden werden ging de club verder als Sportfreunde 1920 Mikultschütz. In 1922 speelde de club voor het eerst in de A-klasse van de Gau Beuthen-West. De club werd kampioen en speelde de finale tegen de kampioen van Beuthen-Ost, Beuthen SuSV 09 en verloor met 1-0. In 1927 verkaste de club van de Gau Beuthen naar de Gau Hindenburg. In 1930 promoveerde de club naar de 2. Bezirksliga Oberschlesien. Door reorganisatie van de competitie in 1933 degradeerde de club naar de Kreisliga Hindenburg.
In 1936 werd de naam van de stad Mikultschütz veranderd in Klausberg en dus werd ook de clubnaam gewijzigd. In 1937 promoveerde de club naar de Gauliga Schlesien, de hoogste klasse. Na twee zevende plaatsen, op tien clubs, degradeerde de club in 1939/40. Hierna kon de club niet meer promoveren
Na het einde van de Tweede Wereldoorlog werd Klausberg Pools en de naam werd gewijzigd in Mikulczyce, dat nu onder Zabrze viel. De Duitsers werden verdreven en alle Duitse voetbalclubs werden ontbonden.